# Phyllachora pygei
Phyllachora pygei är en svampart som beskrevs av M.S. Patil & Thite 1974. Phyllachora pygei ingår i släktet Phyllachora och familjen Phyllachoraceae.   Inga underarter finns listade i Catalogue of Life.